# Tz
A tz (a német Tageszeitung, napilap) szó rövidítése, müncheni bulvárlap, a Münchener Merkur/tz lapkiadó gondozásában (nem összetévesztendő egy szintén Tageszeitung nevű Berlinben megjelenő újsággal, a die tageszeitunggal, melynek rövidítése taz). Terjesztési területe München és Felső-Bajorország Münchennel határos területei. Felélős kiadó a már említett Dirk Ippen, illetve Alfons Döser, aki az Oberbayerisches Volksblatt vezérigazgatója is egy személyben. Főszerkesztő Rudolf Bögel, aki ezen tevékenysége előtt az Abendzeitung rovatszerkesztője volt. Eladott példányszáma 146 149.